# 意外访问
意外访问，又名冷電，翻譯自英文的「cold calling」是一種由諸如經紀商人撥打不相識、潛質顧客電話從而進行直接行銷的手法。英文中的「冷電」是相對於「暖電」（warm market calling），即「已知市場推銷」。由於接收來電的人一般都不期望來電者是個陌生人，英語圈的人都會將這種關係描述成「冷」。對推銷者而言進行意外访问式推銷可能很容易令他們感到艱難或洩氣，他們會經常在電話對話中被回絕、掛線，甚至遭到投訴。接來電者亦會對這種推銷手法感到厭惡，因為他們希望電話中的人是他們認識和關心的，而不是素未謀面又搬出推銷腔調的人的聲線。為了增加冷電推銷的成功率，一些銷售公司會篩選出潛質較高的人或公司的電話號碼進行利用。
由於冷電在一段時間受到許多銷售公司濫用，由此普遍被大眾視為電話騷擾的一種，促使了世界各地政府對意外访问進行監管。2003年英國發佈「私隱與電訊交流（EC Directive）規章2003」，禁止撥電方在未經對方同意下傳播自動的預錄資訊。此後愛爾蘭及美國等提出了登記拒絕接收冷電電話號碼資料庫，市民或團體公司可以將自己的電話號碼登記於公開的拒絕名單上，利用資料庫中的電話號碼進行推銷活動會被視為觸犯法律。歐盟資訊私隱标准（2002/58/EC）要求各成員國於2007年6月前完成起草登記電話號碼庫，但有趣的是除了拒絕撥入冷電登記外，標準又建議可以設立接受撥入冷電登記資料庫。